# Nautor's Swan
Nautor's Swan is een jachtwerf in Jakobstad, Finland, die zeer dure, doch kwalitatief zeer hoogwaardige zeiljachten bouwt onder dezelfde naam.
De productie van Swan zeiljachten startte in 1966. De eerste ontwerpen waren van de hand van voornamelijk Sparkman & Stephens en ook van Ron Holland. Een van de bekendste ontwerpen uit die tijd was de kitsgetuigde Swan 65 (Sparkman & Stephens ontwerp). De Swan 65/003 van eigenaar Ramon Carlin won in 1973/74 de eerste Whitbread Round the World Race (de voorloper van de Volvo Ocean Race). De plaatsen 2, 3 en 5 in die race werden ook bezet door Swan 65's.
Vanaf 1981 zijn de meeste ontwerpen van de hand van de Argentijnse ontwerper German Frers. Zijn eerste ontwerp voor Nautor Swan was de Swan 51. Momenteel zijn er ook twee ontwerpen van Bill Tripp.
Over de hele wereld worden Swan regatta's gehouden. Swan zeiljachten worden momenteel geproduceerd in lengten van 42 tot 131 voet.